# Ефективність розділення мінеральних сумішей
Ефективність розділення мінеральних сумішей (рос.эффективность разделения минеральных смесей, англ. separation efficiency of mineral mixtures, нім. Effektivität f der Scheidung f von Mineralgemischen) — у найзагальнішому плані — міра досягнення ідеального розділення, яка визначається відношенням фактичного значення показника збагачення до теоретично можливого. Виражається в частках одиниці, або %.